# Игнатов, Евгений Иванович
Евге́ний Ива́нович Игна́тов (27 февраля 1938, Брянск — 14 мая 2020, Москва) — советский и российский географ-геоморфолог, доктор географических наук, профессор кафедры геоморфологии и палеогеографии географического факультета МГУ, заместитель декана географического факультета МГУ, заведующий кафедрой геоэкологии и природопользования Филиала МГУ в г. Севастополе, почётный член Русского географического общества (1972), заслуженный профессор МГУ (2017).

## Сфера деятельности
Окончил географический факультет МГУ в 1964 г. по специальности географ-геоморфолог и посвятил себя решению проблем геоморфологии и экологии берегов, и дна морей. Работал в составе 10-й Советской Антарктической Экспедиции (1964—1966). После длительного (1969—1970) пребывания на Кубе и преподавательской работы в Гаванском университете, защитил в 1972 г. кандидатскую диссертацию на тему «Геоморфология побережья и дна залива Батабано (Куба)». Докторская диссертация «Береговые морфосистемы Приморья» (2005 г.), была посвящена проблемам развития берегов Дальнего Востока.
Руководил научными исследованиями на Приморском экспериментальном полигоне в Японском море и стационарными наблюдениями на Каспийском, Белом и Чёрном морях. Результаты его исследований опубликованы более чем в 200 печатных работах, включая 22 монографии и 11 учебно-методических пособий.
Член-корреспондент Российской экологической академии, Международной Ассоциации геоморфологов, Международной академии информатизации и Российской академии естественных наук.

## Педагогическая работа
Общий стаж педагогической работы Е. И. Игнатова составляет 50 лет. В последние годы на географическом факультете читал лекционные курсы «Физическая география океанов», «Методы геоморфологических исследований», «Береговые морфосистемы», «Геоморфологический анализ цунамиопасных районов», «Природные риски и прогноз». В течение 19-ти лет заведовал кафедрой геоэкологии и природопользования в Черноморском филиале МГУ (Севастополь), где читал учебные курсы: «Морская геология», «Геоэкология береговой зоны», «Экологический риск», «Береговые морфосистемы», «Методология современной географии»,"География прибрежной зоны", «Физгеография мира (физгеография океана)». Е. И. Игнатов подготовил 8 кандидатов наук, руководил магистерскими, дипломными и курсовыми работами, участвовал в работе ГАК географического факультета, является членом ГАК и ученого совета Черноморского филиала МГУ. Учеником Е. И. Игнатова является руководитель лаборатории береговых геосистем ИМГиГ ДВО РАН доктор географических наук В. В. Афанасьев.

## Экологическая деятельность
Научно-педагогическая деятельность Е. И. Игнатова высоко оценена научной общественностью: являлся лауреатом премии имени Д. Н. Анучина (2005), неоднократный лауреат конкурса «Грант Москвы» в области наук и технологий в сфере образования. Вёл большую научно-организационную работу в качестве действительного члена всероссийской рабочей группы «Морские берега» Совета РАН по проблемам Мирового океана. Был одним из руководителей при подготовке переданного в Правительство Технико-экономического доклада по влиянию современного колебания уровня Каспийского моря на состояние его берегов, участвовал в рассмотрении проблемы запрещения промышленной разработки песков в районе Анапы, на разных административных уровнях отстаивал правильность подходов к защите берегов Большого Сочи, занимался вопросами экологии берегов Сахалина в связи с нефтедобычей, участвовал в консультациях при строительстве Крымского моста и по экологической обстановке крымского побережья.